# Sascha Solbach
Sascha Solbach (* 3. Januar 1980 in Frechen als Sascha Esser) ist seit dem 23. Juni 2014 hauptamtlicher Bürgermeister der Stadt Bedburg und gehört der SPD an.

## Leben
Solbach wuchs in Elsdorf-Berrendorf auf, das Abitur legte er im Jahr 2000 am Silverberg-Gymnasium in Bedburg ab. In Bonn studierte er Politische Wissenschaft.
Ab 2006 war Solbach freiberuflicher Berater für politische Kommunikation und zuvor dreieinhalb Jahre als Referent im Bereich Presse & Öffentlichkeitsarbeit im Bundesministerium für Gesundheit tätig. Nach seinem Eintritt 2010 in die SPD wurde Solbach im Januar 2011 Geschäftsführer des SPD-Stadtverbandes Bedburg und war ab Juni 2011 auch Geschäftsführer der Fraktion im Stadtrat. Ab dem Februar 2012 arbeitete Sascha Solbach für die Kölner SPD-Landtagsabgeordneten und leitete auch das Gemeinschaftsbüro der sieben Kölner Abgeordneten.
Von Mai 2013 bis zur Kommunalwahl 2014 war er stellvertretender Vorsitzender des gemeinsamen Bedburger SPD-Ortsvereines.
Solbach wurde am 25. Mai 2014 mit rund 58 % der abgegebenen Stimmen zum neuen Bürgermeister für sechs Jahre gewählt, er löste Gunnar Koerdt in diesem Amt ab. Bei der Kommunalwahl 2020 setzte er sich gegen den CDU-Kandidaten Michael Stupp deutlich durch und wurde mit 72,95 % der Stimmen wiedergewählt.
Im Zuge des Strukturwandels wurde Sascha Solbach mit zwei Bürgermeisterkollegen zum Sprecher der Anrainerkommunen des Rheinischen Reviers benannt.

## Sonstiges Engagement
Seit 17. Juni 2016 ist er Vorsitzender des Instituts für europäische Partnerschaften und internationale Zusammenarbeit (IPZ) in Hürth. Ferner ist er Mitglied zahlreicher Verbände:
1. Stellv. Mitglied (gem. § 113 Abs. 2 S. 2 GO) in der Verbandsversammlung des Zweckverbandes der Volkshochschule Bergheim/Erft (VHS)
2. Mitglied (gem. § 113 Abs. 2 S. 2 GO) sowie Vorsitzender der Verbandsversammlung des Zweckverbandes ‚Terra Nova’ der Städte Bergheim, Bedburg, Elsdorf sowie des Rhein-Erft-Kreises
3. Mitglied in der Gesellschafterversammlung Erftland Kommunale Wohnungsgesellschaft mbH im Rhein-Erft-Kreis
4. Mitglied in der Gesellschafterversammlung Erftland-Holding GmbH im Rhein-Erft-Kreis
5. Mitglied der Gesellschafterversammlung der RWE Innogy Windpark Bedburg GmbH Co. KG
6. Mitglied der Gesellschafterversammlung der RWE Innogy Windpark Bedburg Verwaltungs-GmbH
7. Mitglied des Regionalbeirates Erft der Kreissparkasse Köln
8. Mitglied der Delegiertenversammlung des Erftverbandes (gem. Dringlichkeitsentscheidung vom 13. März 2018)
9. Mitglied des Kommunalbeirates RWE Rhein-Ruhr-AG
10. Mitglied des Aufsichtsrates des Regionalbeirates Köln, GVV-Kommunalversicherung
11. Mitglied des Verwaltungsrates der KDVZ Rhein-Erft-Rur
12. Stellv. Mitglied des Aufsichtsrates der Wirtschaftsförderung Rhein-Erft GmbH, Bergheim (Vorschlag BM-Konferenz vom 10. Dezember 2015; Zustimmung des Rates am 2. Februar 2016, erneuter Beschluss am 18. September 2018)
13. Stellv. Mitglied des Ausschusses für Jugend, Soziales, Gesundheit des Städte- und Gemeindebundes NRW
14. Stellv. Mitglied des Hauptausschusses des Städte- und Gemeindebundes NRW
15. Stellv. Verbandsvorsteher des Zweckverbandes der Musikschule ‚La Musica’ Bergheim (Wahl in der Verbandsversammlung am 4. April 2016)
16. Stellv. Mitglied der Kommunalen Gesundheitskonferenz Rhein-Erft-Kreis
17. Mitglied im Verwaltungsausschuss der Agentur für Arbeit
18. Vorsitzender des Institutes für europäische Partnerschaften und internationale Zusammenarbeit e.V. (IPZ); (Wahl am 7. September 2018 durch die Mitgliederversammlung)
19. Mitglied im Aufsichtsrat der Zukunftsagentur Rheinisches Revier (ZRR) (seit Dezember 2019)

## Persönliches
Solbach ist verheiratet und lebt in Blerichen.